# Хаммер, Звулун
Звулон Хаммер (ивр. זבולון המר‎, 31 мая 1936 — 20 января 1998) — израильский политический деятель, министр, вице-премьер-министр.

## Биография
Родился в Хайфе. Он был активным членом молодёжного движения Бней Акива, служил в израильском танковом корпусе. Окончил Университет имени Бар-Илана, получив степень бакалавра по иудаизму и библии, а также в сертификата преподавания, и работал в качестве преподавателя. В университете он возглавлял студенческий союз и был членом Президиума израильской ассоциацией студентов-юристов и Всемирного союза еврейских студентов.

## Политическая карьера
Впервые был избран в Кнессет в 1969 году как член Национально-религиозной партии Израиля. Он стал заместителем министра образования и культуры в январе 1973 года. В ноябре 1975 года был назначен министром социального обеспечения, но в декабре 1976 года его партия покинула правительственную коалицию, что обусловило его отставку с поста.
После выборов 1977 года он был назначен министром образования, оставаясь на посту до сентября 1984. В течение краткого периода работы Кнессета 10-го созыва Хаммер и Иегуда Бен-Меир вышли из состава МАФДАЛ и сформировали новую фракцию, Гешер — Сионистский религиозный центр. Однако, они вернулись в МАФДАЛ через две недели.
В октябре 1986 года он стал министром по делам религий, а в 1990 был вновь назначен министром образования. Он потерял своё место в кабинете после выхода МАФДАЛ из кабинета Ицхака Рабина, но после выборов 1996 года был вновь назначен министром образования и заместителем премьер-министра. В августе 1997 года он был также назначен министром по делам религий.
Скончался вследствие онкологического заболевания, оставаясь действующим членом кабинета министров 20 января 1998 года, оставив жену и четверых детей.